# Palaeamathes mesoscia
Palaeamathes mesoscia är en fjärilsart som beskrevs av Charles Boursin 1954. Palaeamathes mesoscia ingår i släktet Palaeamathes och familjen nattflyn. Inga underarter finns listade i Catalogue of Life.